# Playa de los Berengueles
La playa Los Berengueles o Bahía del Vapor está situada en la localidad de La Herradura, perteneciente al municipio español de Almuñécar, en la provincia de Granada, comunidad autónoma de Andalucía.
Está situada junto al puerto deportivo Punta de la Mona, antiguamente denominado de Marina del Este.

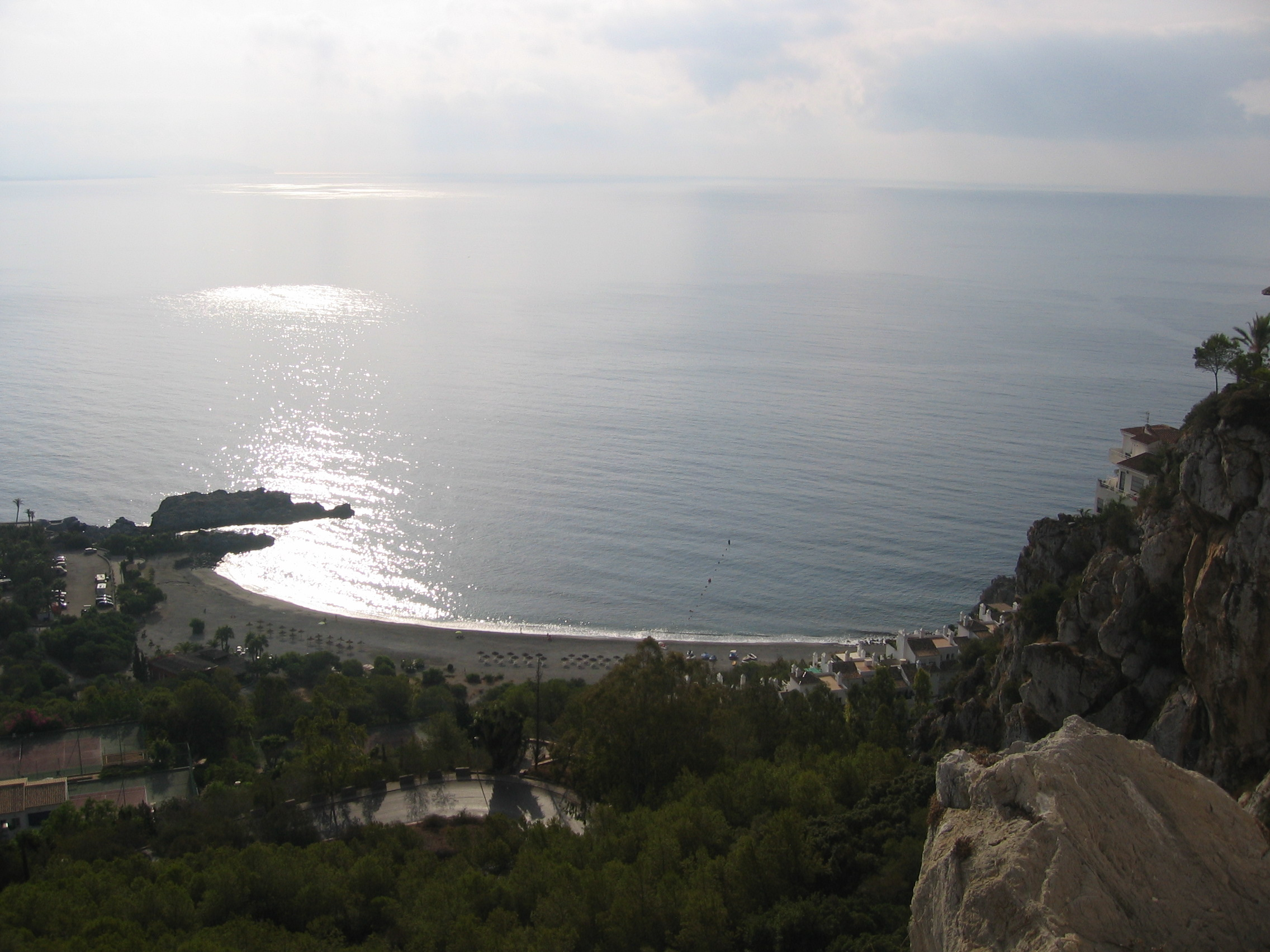
Los Berengueles desde el faro de La Herradura.